# RIOW ARAI
RIOW ARAI (リョウアライ) は、東京都出身の日本のミュージシャンである。

## 来歴
1995年、フロッグマンレコーズのコンピレーション「From the Bedroom to the Whole Universe」に参加後、1996年にファーストアルバム「Again」 (Ryo Arai名義) でデビュー。
『Beat Bracelet』(2001年)や『Rough Machine』(2004年)等の作品で、トレードマークとも言える個性的なブレイクビーツと、エディット（編集）スタイルを確立した。2003年には『Mind Edit』(1999年)がイギリスのLeafよりワールドワイドリリースされ、海外にも活躍の場を広げた。多数のコンピレーションへの参加やコラボレーション、プロデュースやリミックスを手掛ける他、sonarsound tokyoやLOW END THEORY JAPAN等、幾多のイベントに出演するなどの活動を行っている。

## ディスコグラフィ

### アルバム
- Again（1996年 フロッグマンレコーズ）
- Circuit'72（1998年 soup-disk/silverstone）
- Mind Edit（1999年 soup-disk、2003年 Leaf）
- Beat Bracelet（2001年 soup-disk）
- Device People（2003年 soup-disk）
- Rough Machine（2004年 Libyus Music）
- SURVIVAL SEVEN（2006年 Libyus Music）
- Electric Emerald (2007年 Libyus Music）
- Number Nine (2009年 disques corde）
- Graphic Graffiti (2011年 rar）
- FREEDOWNBEAT (2013年 rar）
- Drum Dub Delay (2013年 rar）
- HIGH REVOLUTION (2014年 rar）
- KOLLECTIV (2015年 rar）
- KOLLECTIV2 (2016年 rar）
- Mind Syndicate 2 (2018年 rar）

### シングル（アナログ）
- Mind Syndicate（LP 1999年 soup-disk）
- Bitter Beats（2001年 soup-disk）
- Disturbance E.P.（2003年 Leaf）
- iBeat E.P.（2003年 soup-disk）
- SURVIVAL SEVEN E.P.（2006年 Libyus Music）

### コラボレーションアルバム
- RATN 『J』ツジコノリコとのユニット（2005年 disques corde）
- 『RIOW ARAI + NONGENETIC』 Shadow huntazのMC、NONGENETEICとのアルバム（2005年 Libyus Music）
- 『R+NAAAA』nonpareille, anna yamada, akane del mar, ayako akashiba, achicoとのアルバム（2009年 disques corde）

### サウンドトラック
- FRONT MISSION ALTERNATIVE - 全作曲
- 鉄拳5 - 2曲提供
- ストリートファイターV - キャラクター ジュリ (JURI)担当
- 交響詩篇エウレカセブン - 3曲提供
- CD『ラジオ版スネークマンショー VOL.2, 3』 - 『Bitter Beats』より楽曲提供
- DVD『バナナマンのシャブリなコメディ』 - 楽曲提供